# Pembroke Hamilton Club Zebras
Maillots
Les Pembroke Hamilton Club Zebras dit PHC Zebras est un club bermudien de football basé à Hamilton.  
Ses onze titres de champion font du PHC Zebras le club le plus titré du pays, devant le Somerset Cricket Club Trojans vainqueur du championnat à dix reprises.
Le club est également le plus titré en Coupe nationale, avec onze succès en dix-neuf finales disputées.

## Repères historiques
- 1876 : fondation du club sous le nom de Pembroke Hamilton Club. Il s'agit alors d'un club nautique.
- 1960 : le club fusionne avec le club de football de Key West Rangers et est renommé PHC Zebras.

## Palmarès
- Championnat des Bermudes (13)
  - Champion : 1971, 1977, 1985, 1986, 1989, 1990, 1992, 2000, 2008, 2018, 2019, 2023 et 2024.

- Coupe des Bermudes (11)
  - Vainqueur : 1957, 1960, 1961, 1962, 1967, 1971, 1975, 1980, 1992, 2008, 2017.
  - Finaliste : 1972, 1973, 1978, 1982, 1985, 1987, 1989, 1991.